# Ricky Bobby – Demon prędkości
Ricky Bobby – Demon prędkości (ang. Talladega Nights: The Ballad of Ricky Bobby) – amerykański komediowy film akcji z 2006 roku w reżyserii Adama McKaya. Zdjęcia kręcono w stanach Karolina Północna i Alabama.

## Opis fabuły
Kierowca wyścigowy NASCAR – Ricky Bobby (Will Ferrell), uwielbiany przez widzów za jazdę widowiskową, zamierza zrobić, co w jego mocy, by nie dopuścić do odebrania tytułu najlepszego kierowcy wyścigowego.

## Obsada
- Will Ferrell – Ricky Bobby
- David Koechner – Herschell
- Sacha Baron Cohen – Jean Girard
- John C. Reilly – Cal Naughton
- Michael Clarke Duncan – Lucius Washington
- Amy Adams – Susan
- Greg Germann – Pan Dennit
- Elvis Costello – Elvis Costello
- Gary Cole – Reese Bobby
- William Boyer – ratownik